# Canon de 240 modèle 93/96 TAZ
Die Canon de 240 modèle 93/96 TAZ war ein französisches Eisenbahngeschütz.

## Geschichte
Mit Beginn des Ersten Weltkrieges zogen die Franzosen aus ihren Kolonien schwere Küstengeschütze ab, um ihre überschwere Artillerie zu verstärken. Die Fabrik in St. Chamond fertigte aus den gelieferten Rohren das schwere Eisenbahngeschütz Mle 93/96. Dabei wurde darauf geachtet, dass der Seitenrichtbereich 360° betrug, damit das Geschütz nach allen Seiten feuern konnte. Wurde quer zur Lafette gefeuert, unterstützten Ausleger und Radbremsen das Geschütz. Der Höhenrichtbereich blieb dabei auf 29° begrenzt, sonst hätte das Bodenstück die auslegenden Endteile der Lafette berührt. Für die Munition wurde ein weiterer Wagon mitgeführt. Dieser wurde stets hinter dem Geschütz angekoppelt.